# Franciszek Kochanowski (generał)
 Franciszek Kochanowski  (ur. 22 lipca 1954 w Lubaniu Śląskim) – generał brygady Wojska Polskiego; dowódca 1 Mazurskiej Brygady Artylerii (2003–2006); szef Zarządu Szkolenia P-7 w Sztabie Generalnym WP (2012–2014). 

## Życiorys
Franciszek Kochanowski urodził się 22 lipca w 1954 w Lubaniu Śląskim.

### Wykształcenie
Absolwent Wyższej Szkoły Oficerskiej Wojsk Rakietowych i Artylerii (1977); studia w Akademii Artylerii w Leningradzie z wyróżnieniem (1986); Podyplomowe Studia Służby Zagranicznej w Polskim Instytucie Spraw Zagranicznych (1992) oraz Podyplomowe Studia Operacyjno-Strategiczne w Akademii Obrony Narodowej (2003). Znajomość języków obcych: w stopniu biegłym - j. angielski i j. rosyjski; w stopniu podstawowym - j. niemiecki, j. serbo-chorwacki.

### Przebieg służby wojskowej
We wrześniu 1973 podjął studia wojskowe jako podchorąży w Wyższej Szkole Oficerskiej Wojsk Rakietowych i Artylerii w Toruniu, które ukończył z pierwszą lokatą w 1977 uzyskując dyplom inżyniera – dowódcy. W sierpniu tego roku był promowany na pierwszy stopień oficerski – podporucznika. Służbę zawodową rozpoczął w 1977 na stanowisku dowódcy plutonu w 18 Brygadzie Rakiet Operacyjno-Taktycznych w Bolesławcu. W 1983 został skierowany do Leningradu studiując w Akademii Artylerii, które ukończył w 1986 z wyróżnieniem. W latach 1987–1991 był oficerem operacyjnym Szefostwa Wojsk Rakietowych i Artylerii MON. W 1991 został skierowany służbowo do Departamentu Wojskowych Spraw Zagranicznych MON, gdzie pełnił służbę do 1999 na stanowiskach: inspektor CFE, szef wydziału, zastępca szefa oddziału ds. współpracy z zagranicą oraz szefa oddziału misji międzynarodowych. W tym czasie pełnił służbę w misjach: ONZ w Gruzji (UNOMIG) na stanowisku dowódcy sektora (1994–1995); misja OBWE w Bośni i Hercegowinie na stanowisku kierowniczym (1997). W 1999 objął obowiązki asystenta szefa Sztabu Wojsk Lądowych. W latach 2001–2002 uczestniczył w misji pokojowej NATO, w siłach stabilizacyjnych (SFOR) w b. Jugosławii będąc dowódcą Nordycko-Polskiej Grupy Bojowej (ang. Nordic-Polish Battle Group - NPBG) SFOR i jednocześnie dowódcą PKW SFOR wchodzących w skład Wielonarodowej Dywizji Północ utworzonej na bazie 3 Dywizji Piechoty (3 ID), a następnie 29 Dywizji Piechoty (29 ID) armii USA. Od 2002 był zastępcą szefa Zarządu Strategicznego w Sztabie Generalnym WP. W 2003 otrzymał przydział do Węgorzewa, gdzie sprawował obowiązki dowódcy 1 Mazurskiej Brygady Artylerii. 15 sierpnia 2005 prezydent RP Aleksander Kwaśniewski awansował go na stopień generała brygady. W 2006 objął obowiązki dowódcy Wielonarodowej Brygady Sił Szybkiego Rozwinięcia (SHIRBRIG), które wykonywał do 2008. W tym samym roku został wyznaczony na stanowisko szefa Wojsk Rakietowych i Artylerii Dowództwa WLąd. 9 grudnia 2011 objął funkcję Dyrektora Centrum Doktryn i Szkolenia Sił Zbrojnych w Bydgoszczy. 17 kwietnia 2012 został skierowany do Sztabu Generalnego WP obejmując stanowisko szefa Zarządu Szkolenia P-7. 22 lipca 2014, po 41 latach służby wojskowej, został pożegnany przez I zastępcę szefa Sztabu Generalnego gen. dyw. Anatola Wojtana. 15 sierpnia 2014, z okazji Święta Wojska Polskiego, prezydent RP – Zwierzchnik Sił Zbrojnych Bronisław Komorowski w związku z zakończeniem zawodowej służby wojskowej uhonorował go Krzyżem Kawalerskim Orderu Odrodzenia Polski.

## Życie prywatne
W związku małżeńskim z Marią ma trójkę dzieci. Zainteresowania: sport, muzyka, wędkarstwo.

## Awanse
- podporucznik – 1977[2]

(...)
- pułkownik – 1996[1]

Był dowódcą WB SSR

- generał brygady – 15 sierpnia 2005[7]

## Ordery, odznaczenia i wyróżnienia
- Krzyż Kawalerski Orderu Odrodzenia Polski – 2014[8]
- Złoty Krzyż Zasługi – 2004[9]
- Buzdygan Honorowy – 15 sierpnia 2005[7]
- Odznaka pamiątkowa 1 Mazurskiej Brygady Artylerii – 2003 (ex officio)
- Pamiątkowy ryngraf od MON – 15 sierpnia 2014[10]

i inne    